# تلمبه یاسایی و شرکا
تلمبه یاسایی و شرکا یک منطقهٔ مسکونی در ایران است که در دهستان زنگی‌آباد واقع شده‌است. تلمبه یاسایی و شرکا ۵۶ نفر جمعیت دارد.